# 池田道枝
池田 道枝（いけだ みちえ、1938年11月17日 - ）は、日本の女優、声優。兵庫県出身。円企画所属。

## 来歴
1968年、現代演劇協会劇団欅に研究生として入所。1970年、浪漫劇場入団。1976年、演劇集団 円参加。

## 人物
特技は関西弁、華道。声種はアルト。

## 出演

### テレビドラマ
- 大河ドラマ
  - 春の波涛（1985年） - 女中頭
  - 風林火山（2007年） - 諏訪の老侍女
- 特捜最前線
- ドーベルマン刑事
- 新ハングマン 第12話（1983年） - 塚本の妻
- 刑事貴族
- 女ふたり捜査官
- 同心暁蘭之介
- ナニワ金融道 - 高橋の妻
- 私を旅館に連れてって
- 赤い秘密
- いつか誰かと
- 小京都ミステリー
- 篝警部補の事件簿
- 帰らざる旅路（1979年） - 桂木芳枝 役
- もう誰も愛さない（1991年） - 田代牧子 役
- ジュニア・愛の関係（1992年） - 川西圭子 役
- 古畑任三郎（1996年）
  - 第14回（第2シーズン）「しゃべりすぎた男」 - 冒頭に登場する証人
- 眠れぬ夜を抱いて（2002年） - 進藤富貴子 役
- またのお越しを（2003年） - 吉岡輝子 役
- ダンシングライフ（2003年） - 佐野邦子 役
- はぐれ刑事純情派（2003年） - 夏川典子 役
- 火曜サスペンス劇場
  - 「ジューンブライド・ママ」（1988年6月14日）
  - 「松本清張スペシャル・喪失の儀礼」（1994年） - 杉原の妻
  - 「監察医・室生亜季子17」（1994年） - 宮部久子 役
  - 「九門法律相談所9」（1999年） - 植野春子 役
  - 「弁護士・高林鮎子23」（1999年） - 阿部節子 役
  - 「松本清張スペシャル・一年半待て」（2002年） - 益田道子 役
- 月曜ドラマスペシャル
  - 「早乙女千春の添乗報告書2」（1996年） - 柏木澄江 役
  - 「税務調査官・窓際太郎の事件簿4」（2000年） - 若林米子 役
- 月曜ミステリー劇場
  - 「おばさん会長・紫の犯罪清掃日記!ゴミは殺しを知っている5」（2003年） - 星野史子 役
  - 「パートタイム裁判官」（2005 - 2007年） - 白河葉子 役
- 月曜ゴールデン
  - 「信濃のコロンボ2」（2014年） - 天道タキ 役
- 土曜ワイド劇場
  - 「松本清張の溺れ谷」（1983年）
  - 「超完全犯罪の女医」（1998年） - 岩倉しず子 役
  - 「西村京太郎トラベルミステリー」
    - 第33作（1999年） - 戸塚文子 役
    - 第53作（2010年） - 小川冨美子 役

  - 「牟田刑事官事件ファイル28」（2000年）
  - 「おとり捜査官・北見志穂6」（2004年） - 沢村節子 役
  - 「検事・朝日奈耀子3」（2005年） - 石塚昌枝 役
  - 「法律事務所1」（2006年） - 滝川待子 役
  - 「東京駅お忘れ物預り所1」（2007年） - 倉田昭子 役
  - 「炎の警備隊長・五十嵐杜夫9」（2011年） - 高橋富美子 役
  - 「ショカツの女8」（2013年）
- 女と愛とミステリー
  - 「和泉教授夫妻シリーズ3」（2003年）
  - 「監察医・篠宮葉月 死体は語る5」（2004年） - 広川静江 役
- 水曜ミステリー9
  - 「事件記者 浦上伸介4」（2006年） - 熊谷節子 役
  - 「多摩南署たたき上げ刑事・近松丙吉6」（2006年） - 木村敏江 役
  - 「捜査検事・近松茂道10」（2011年） - 藤代静江 役
  - 「松本清張特別企画・鉢植を買う女」（2011年）
  - 「旅行作家・茶屋次郎10」（2012年） - 若山友子 役
  - 「監察医・篠宮葉月 死体は語る14」（2014年） - 鈴木静代 役
- 金曜エンタテイメント
  - 「赤い霊柩車シリーズ5」（1996年） - 早川志奈子 役
- 金曜プレステージ
  - 「浅見光彦シリーズ」
    - 第29作（2008年） - 岳野千代 役
    - 第49作（2014年） - 正岡雅子 役
- スイーツドリーム（2006年） - 沢井邦子 役
- 相棒Season7 第6話「希望の終盤」（2008年11月26日、テレビ朝日系） - 寿々屋旅館・女将 役
- 不毛地帯（2009年） - 谷川頼子（谷川の妻） 役
- 世にも奇妙な物語 春の特別編 「ボランティア降臨」（2009年） - 木元晴代 役
- 侍戦隊シンケンジャー（2009年） - ばあや 役
- 松本清張生誕100年スペシャル・中央流沙（2009年）
- 四十九日のレシピ（2011年）
- トッカン 特別国税徴収官（2012年） - 新片澄江 役
- TOKYOエアポート〜東京空港管制保安部〜（2012年） - 小島鈴子 役
- お助け屋☆陣八（2013年） - 坂下すえ 役
- ガリレオXX 内海薫最後の事件 愚弄ぶ（2013年） - 岩見芙美 役
- アリスの棘（2014年） - 米山きぬ 役
- スケープゴート（2015年） - 三崎皓子の母 役
- 遺産争族（2015年） - 三田晃子 役
- ドラマスペシャル 家政婦は見た!（2015年） - 小川よしこ 役
- 月曜名作劇場
  - 「ヤメ判 新堂謙介 殺しの事件簿5」（2017年） - 島田千鶴子 役
  - 「ミステリー作家・朝比奈耕作シリーズ2」（2018年） - 太田しず江 役
- 警視庁捜査一課9係（2017年） - 小川春江 役
- 孤独のグルメ Season6 第2話（2017年） - 「伊勢屋食堂」大女将 役

### 映画
- 魔女卵（1984年） - 大介の母
- 不老長寿（2006年）
- いぬのえいが2（2011年） - 祐二の祖母
- 起終点駅 ターミナル
- クリーピー 偽りの隣人（2016年） - 本多早紀の祖母
- 家族はつらいよ
  - 第一弾（2016年）
  - 第二弾（2018年）

### 舞台
- あらしのよるに
- ヴェニスの商人
- 花粉熱
- 守銭奴
- ジュリアス・シーザー
- スティール・マグノリアス
- 誰彼のリチャード三世号
- 光の中の小林くん
- 冬物語
- マクベス
- マルタ島のユダヤ人
- 四谷怪談 - お熊

### テレビアニメ
- うさぎドロップ（2011年） - 沙百合

### OVA
- 名探偵コナン MAGIC FILE4 大阪お好み焼きオデッセイ（2010年） - 香鈴の母

### 劇場アニメ
- トワノクオン（2011年） - キリの祖母

### ラジオドラマ
- プリンセス・トヨトミ（2009年） - 松平の母
- FMシアター（NHK-FM）
  - 命のバトン（2015年7月25日）

### バラエティ番組
- ダウンタウンのごっつええ感じ（1992年、フジテレビ） - サスペンスコント「稲妻は死をはこぶ」の中年婦人役